# Zhu Zhiyu

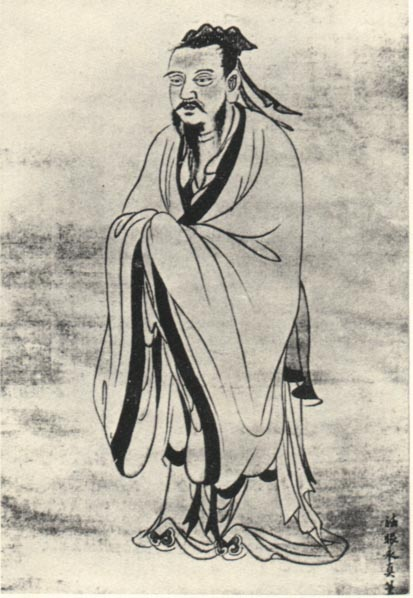
Zhu Zhiyu

Zhu Zhiyu (chinesisch 朱之瑜, Pinyin Zhū Zhīyú, W.-G. Chu Chih-yu; * November 1600 in Yuyao, Provinz Zhejiang, China; † April 1682 in Mito, Provinz Hitachi, Japan), Höflichkeitsnamen Luyu (chinesisch 魯璵) in China und Shunshui (chinesisch 舜水, jap. Shunsui) in Japan, war ein chinesischer Gelehrter, Schriftsteller und Historiker, der nach dem Zusammenbruch der Ming-Dynastie (1368–1644) aus China floh. In Japan wurde er zu einem der Hauptverfasser der Dai Nihon shi („Geschichte von Großjapan“), einer umfassenden Überarbeitung der japanischen Geschichte, die nationalistische Gefühle und Loyalitätssinn für den japanischen Kaiser wiedererwecken sollte.

## Leben
Zhu war ursprünglich ein Beamter der Ming-Dynastie, die von den Mandschu gestürzt wurde, was zur Entstehung der Qing-Dynastie (1644–1911/12) führte. Zhu weigerte sich nicht nur den neuen Herrschern zu dienen, sondern versuchte auch mit militärischer Hilfe gegen sie vorzugehen. Seine Bemühungen, japanische Unterstützung anzuwerben, blieben jedoch erfolglos, so dass er 1659 nach Nagasaki übersiedelte. Hier bat ihn Tokugawa Mitsukuni, ein Mitglied der Familie des Shogun und Fürst (Daimyō) von Mito, bei der Verfassung seines Projektes, der Dai Nihon Shi, mitzuhelfen. Zhu willigte 1665 ein, siedelte zu Mitsukunis Stammsitz um und half bei der Strukturierung des Werkes. Obwohl das Projekt erst zwei Jahrhunderte nach Zhus Tod fertiggestellt wurde, war sein Einfluss sowohl beim Aufbau des Werkes als auch beim Schwerpunkt auf die Themen Patriotismus und Loyalität zum Kaiser maßgeblich.
Zhus unerschütterliche Loyalität zur Ming-Dynastie diente als Vorbild für chinesische Studenten in Japan, die Anfang des 20. Jahrhunderts heimkehrten, um den Kampf anzuführen, der die Qing-Dynastie während der Chinesischen Revolution von 1911 stürzen sollte.